# Tauróstenes de Egina
Táurostenes de Egina (en griego antiguo: Ταυροσθένης ο Αιγινήτης), fue un vencedor olímpico del siglo V a. C. originario de Egina.
Ganó la prueba de lucha en los Juegos Olímpicos del 84.ª en 444 a. C., al derrotar a Quimón de Argos, que había vencido en los juegos anteriores, vengándose así.
Cuenta la leyenda que su victoria fue anunciada en su isla natal, bien milagrosamente por una aparición del propio atleta, según Pausanias, bien por la llegada de una paloma que portaba una bandera púrpura, según Claudio Eliano. Se dice que Tauróstenes llevó consigo la paloma a Olimpia y la soltó. Luego voló 160 km hasta el golfo Sarónico.